# Associazione Sportiva Reggina 1960-1961
Questa pagina raccoglie i dati riguardanti l'Associazione Sportiva Reggina nella stagione 1960-1961.

## Stagione
La squadra, allenata da Arnaldo Sentimenti, ha concluso la stagione in settima posizione, nel girone C di Serie C. Il presidente della società è Oreste Granillo: resterà alla guida della società amaranto per sedici anni, fino alla stagione 1975-1976.

## Rosa
| N. |                   | Ruolo | Calciatore          |
| -- | ----------------- | ----- | ------------------- |
| -  | Italia (bandiera) | P     | Sergio Rizzotto     |
| -  | Italia (bandiera) | P     | Sergio Morselli     |
| -  | Italia (bandiera) | D     | Giorgio Oblach      |
| -  | Italia (bandiera) | C     | Alberto Gatto       |
| -  | Italia (bandiera) | C     | Antonio Buccione    |
| -  | Italia (bandiera) | D     | Luciano Gallusi     |
| -  | Italia (bandiera) | A     | Enrico Galli        |
| -  | Italia (bandiera) | C     | Mario Navone        |
| -  | Italia (bandiera) | C     | Nazareno Dal Balcon |
| -  | Italia (bandiera) | D     | Antonio Bumbaca     |

| N. |                   | Ruolo | Calciatore            |
| -- | ----------------- | ----- | --------------------- |
| -  | Italia (bandiera) | C     | Giuseppe Mastrototaro |
| -  | Italia (bandiera) | D     | Giuliano Bodrato      |
| -  | Italia (bandiera) | C     | Romolo La Valle       |
| -  | Italia (bandiera) | A     | Giuseppe Santagati II |
| -  | Italia (bandiera) | A     | Michele Scarfò        |
| -  | Italia (bandiera) | D     | Antonio De Girolamo   |
| -  | Italia (bandiera) | C     | Sergio Bonassin       |
| -  | Italia (bandiera) | C     | Giancarlo Pistorello  |
| -  | Italia (bandiera) | A     | Bruno Nucini          |
| -  | Italia (bandiera) | C     | Aldo Smeriglio        |

## Piazzamenti
- Serie C: 7º posto nel girone C.